# Brasparts
Brasparts (bretonsky Brasparzh) je francouzská obec v kantonu Pleyben v arrondissementu Châteaulin v departementu Finistère v Bretani.

## Historie
První doložené osídlení v okolí spadá už do mezolitu. Samotná obec pak byla založena v 6. století. Za prvního vlastníka je považován svatý Jouvin (též Jaoua či Jawa), který zde také roku 554 zemřel při boji proti pohanství. V 11. století byla v Brasparts a v přilehlém okolí ustanovena farnost. Od toho se také odvozuje původ názvu – bretonské Bras-Partz znamená doslovně velká farnost.

## Geografie
V Brasparts žije přibližně 1 100 obyvatel na rozloze 46,7 km², hustota zalidnění tedy činí 22 obyvatel na km². Nadmořská výška se pohybuje od 70 do 332 m. Nejbližšími městy jsou Pleyben 10 km na jihu a Châteaulin 20 km na jihozápadě. Od Brestu, hlavního města departementu, je Brasparts vzdáleno 50 km. Brasparts se nachází na rozhraní nejvyššího bretaňského pohoří – Monts d'Arrée – dosahující nadmořské výšky 385 m a prolákliny Yeun Elez.

## Pamětihodnosti
- Farní kostel Panny Marie a svatého Tugena (či Tujana) ve středu obce. Kostel byl zbudovaný v polovině 16. století jako enclos paroissial – farní dvorec, charakteristický stavební typ pro Bretaň. Areál kostela tedy obsahuje i kalvárii a márnici. Západní portál kostela, kde se nachází věž, nese letopočet 1551, zatímco jižní portál nese letopočet 1587. Transept a kůr pocházejí z 18. století. Kostel je od roku 1914 francouzskou historickou památkou – Monument historique.[3]
- Mont Saint-Michel de Brasparts (Hora svatého Michaela) v Monts d'Arrée s kaplí svatého Michaela na vrcholu.

## Obyvatelstvo
Obyvatelstvo žije jak v samotné obci, tak i roztroušeno po četných samotách v okolí. Obyvatelé Brasparts se nazývají francouzsky Braspartiates.
Vývoj počtu obyvatel:
V obci funguje veřejná a soukromá škola.

## Doprava
Obcí procházejí departementální silnice D21 (směr Le Faou a Châteauneuf-de-Faou) a D785 (směr Pleyben a Morlaix).

## Partnerské obce
- Ilsington, Spojené království

## Fotogalerie

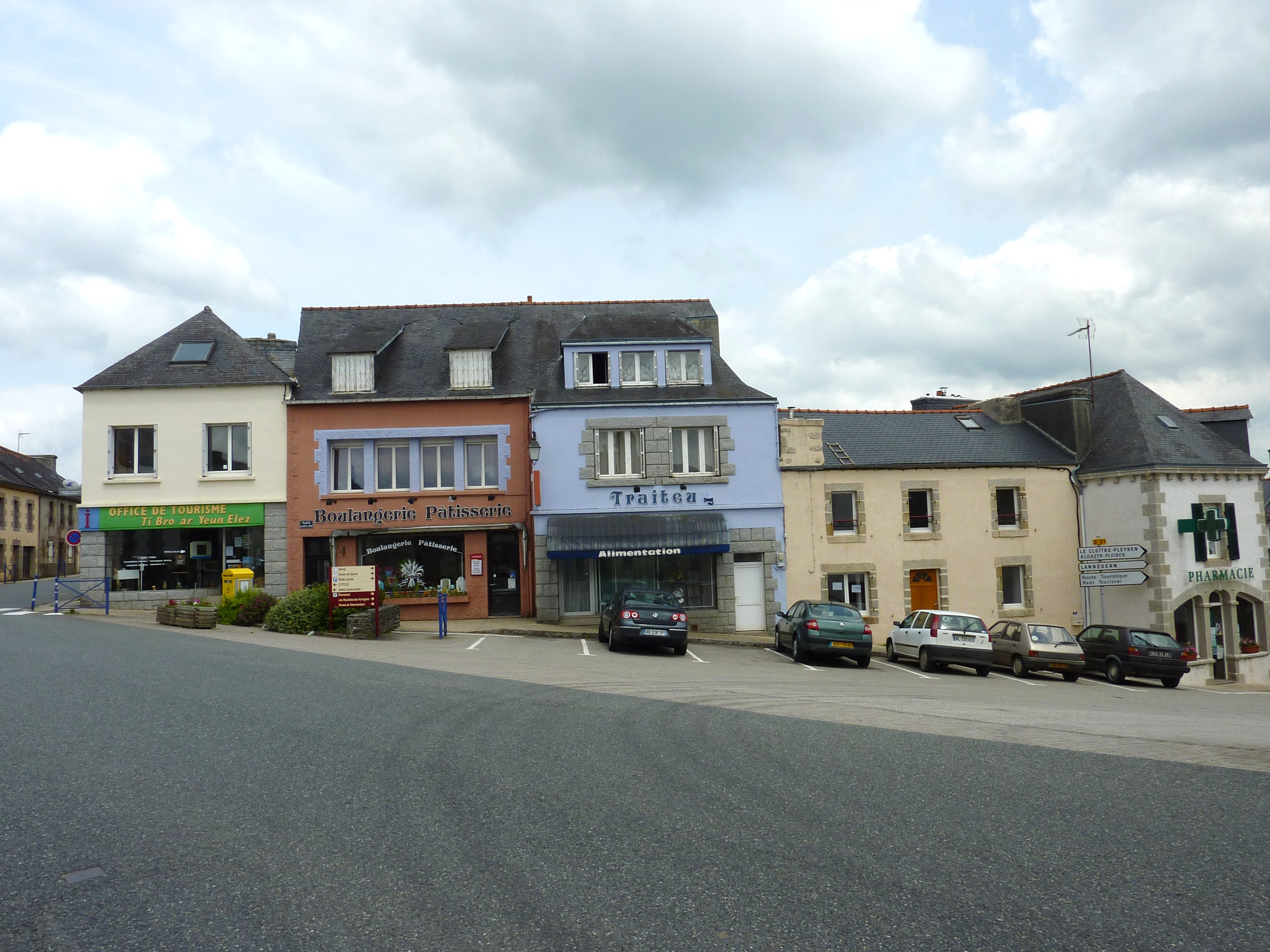
Náměstí
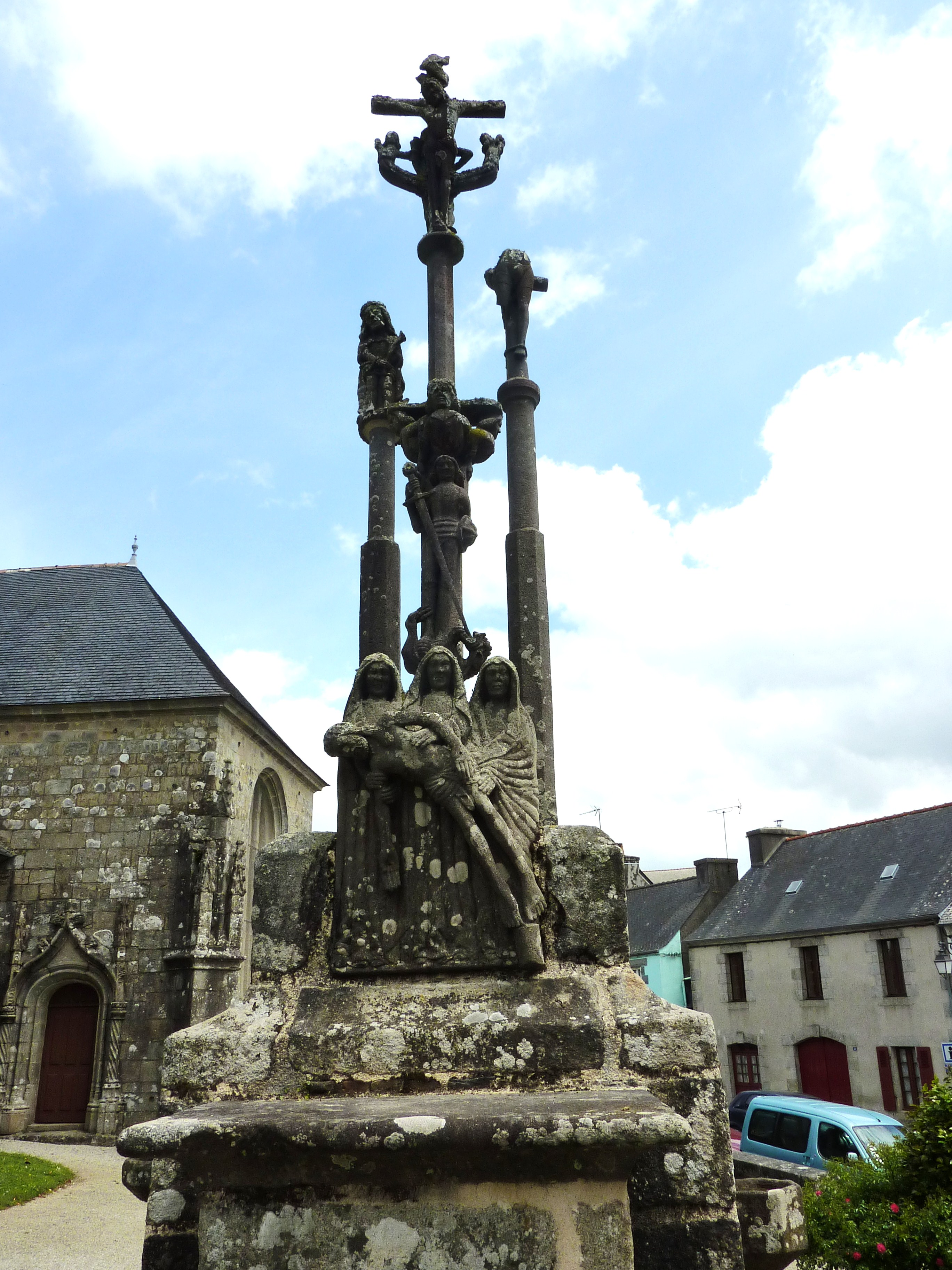
Kalvárie
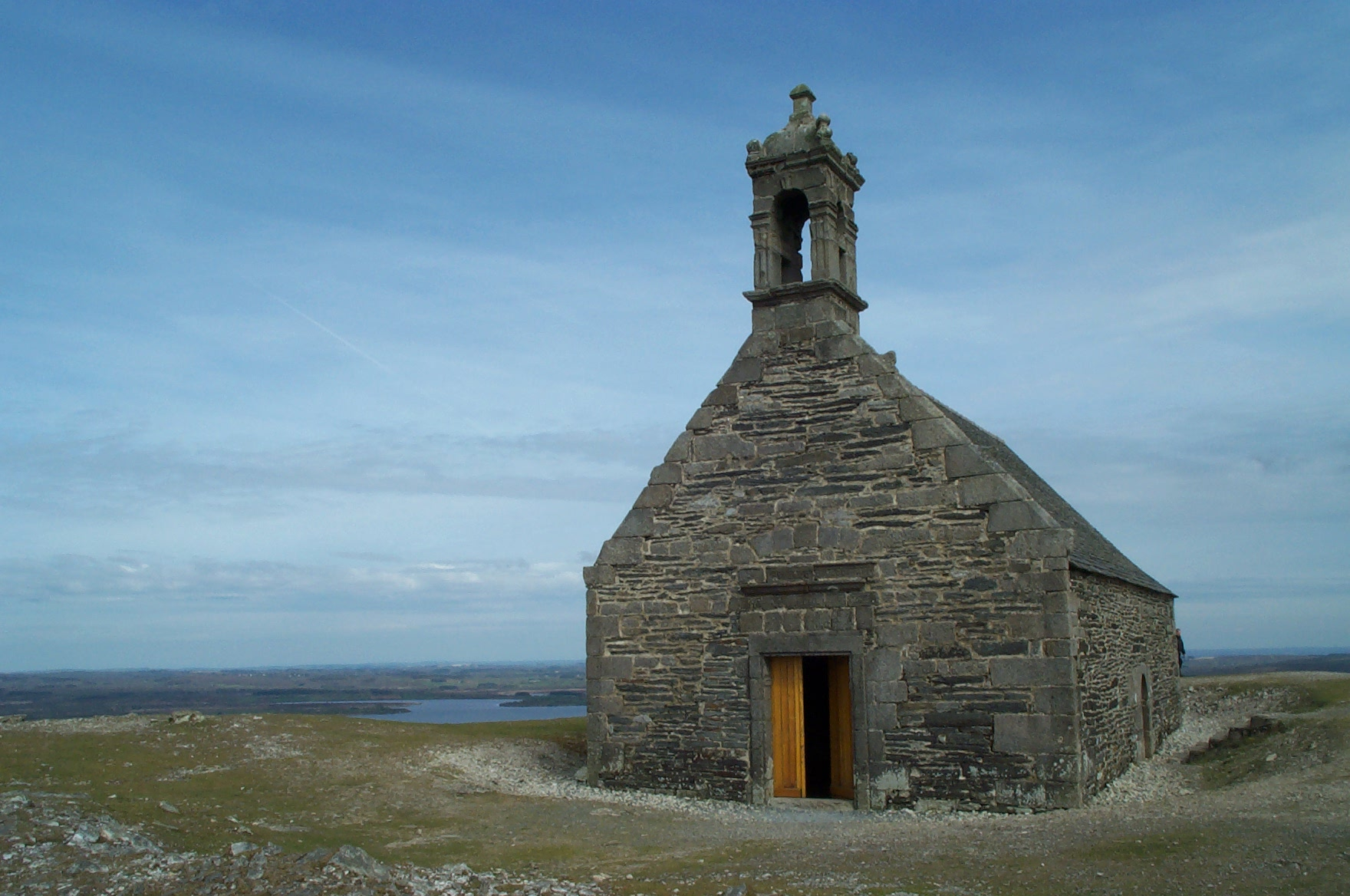
Kaple svatého Michaela
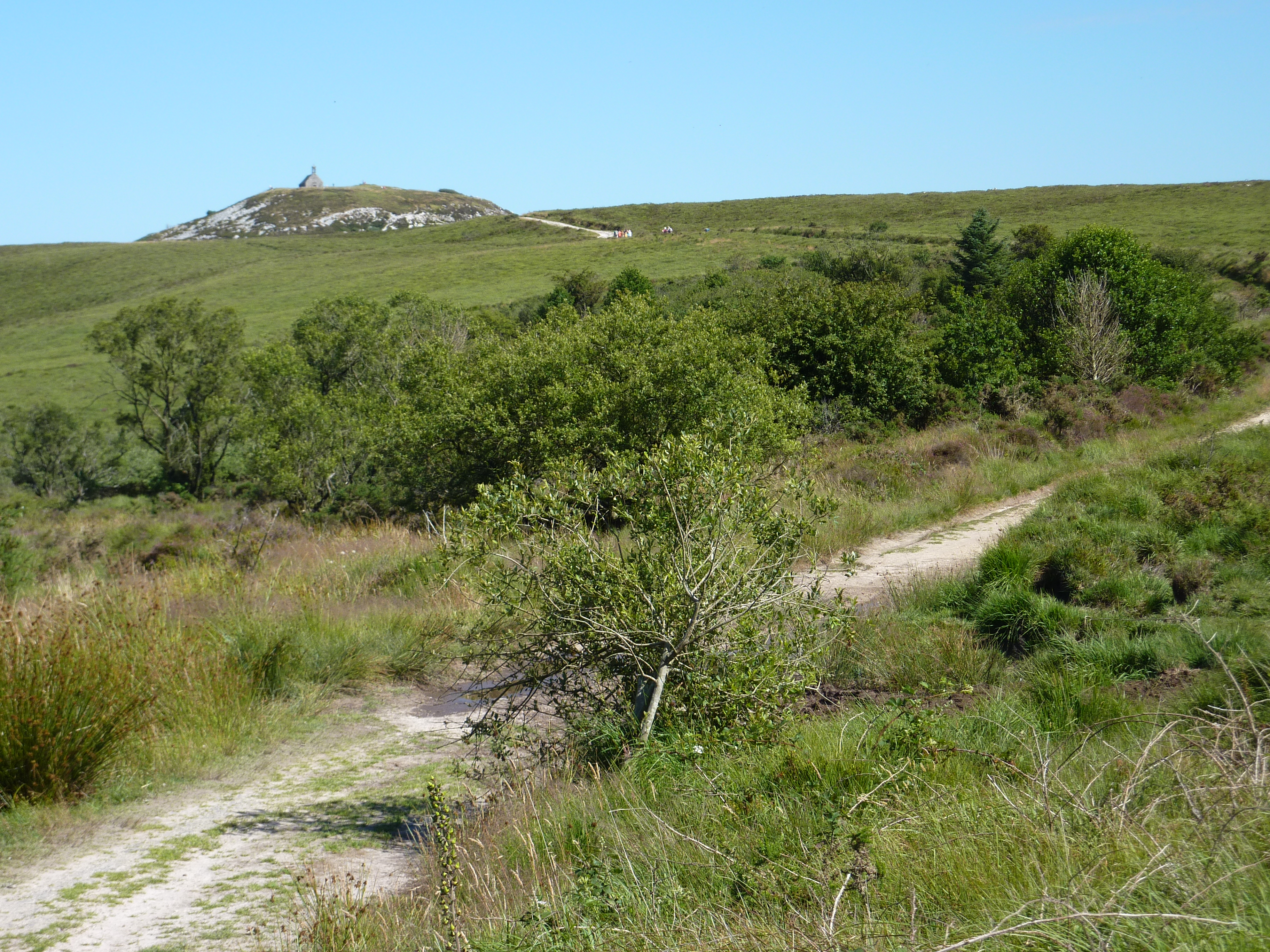
Monts d'Arrée